# آني سميث
آني سميث (بالإنجليزية: Annie Lorrain Smith)‏ (و. 1854 – 1937 م) هي عالمة نبات، وعالمة أشنيات، وأخصائية فطريات، وناشطة في مجال حق المرأة في التصويت، من المملكة المتحدة. ولدت في ليفربول، توفيت في لندن، عن عمر ناهز 83 عاماً.

## جوائز
حصلت على جوائز منها:
- نيشان الامبراطورية البريطانية من رتبة ضابط.